# Passiflora kwangtungensis
Passiflora kwangtungensis là một loài thực vật có hoa trong họ Lạc tiên. Loài này được Merr. mô tả khoa học đầu tiên năm 1934.